# 個人授業II
『個人授業II』（プライベートレッスン ツー）は、TBSで2006年10月5日（4日深夜）より2007年9月27日（26日深夜）、毎週木曜日の0:55 - 1:25(JST、水曜日深夜)に放送されていたバラエティ番組である。
2007年4月12日（11日深夜）の放送までは、「個人授業(プライベートレッスン)〜正しい和田アキ子の作り方〜（ - ただしいわだあきこのつくりかた）」というタイトルだった。

## 番組内容
- 番組の軸である和田アキ子を、淑女にするため、生涯学習と称して毎週1人（または1組以上）の講師（芸能人か有名人）が和田アキ子に対して授業を繰り広げていく。和田は番組の設定上、16歳の世間を知らない令嬢ということになっているが、本人はその設定をあまり気にしていない。この設定にはゲストも一応は気をつかうが、たいていの場合は無視される。
- 毎週行われる授業は、和田アキ子がほとんど知らないテーマであり、時折ゴミ箱に付けられたマイクに向かい、メイド中川翔子（2007年3月までは執事役の石井正則）に文句をもらしたり、助けを求めたりする。
- 第1回目のテーマはヲタク学（講師は中川翔子）だった。この回で覚えたコスプレを2006年のNHK紅白歌合戦でも披露した。

## キャスト
- アキ子お嬢様（和田アキ子）
- 教育係のメイド（中川翔子）
- 講師（ゲスト・一度の放送で複数居る事もある）
  - 第一期は石井正則が執事として教育係をしていた

## スタッフ
- 構成：山名宏和、林賢一
- TP：椙本晃一
- CAM：藤本茂樹
- VE：若林学
- VTR：小出一貴
- AUD：臼本泰一
- 照明：ALTX
- 美術：木村文洋
- 美術進行：横守剛
- メイク：武部千里
- 編集：松元賢一
- MA：白井稔也
- 音効：井澤利幸（AXL）、田村智之（クジラノイズ）
- Tk：本田悦子
- AD：佐藤佳代子、鶴木優
- AP：本村千穂美
- ディレクター：鈴木優、佃敏史
- プロデューサー：西尾聖（ホリプロ）、石田優子（共同テレビ）
- 総合演出：杉本達（BLADE inc.）
- 技術協力：テクノマックス
- 美術協力：フジアール
- 協力：COSPA
- 制作協力：ホリプロ
- 制作：共同テレビ
- 製作：TBS

## 各回のテーマと講師

### 個人授業
- 2006年10月5日 ヲタク学（中川翔子）
- 2006年10月12日 熱帯魚学（保坂尚希）
- 2006年10月19日 現代美術学（レイザーラモンHG）
- 2006年10月26日 チョコレート学（まちゃまちゃ）
- 2006年11月2日 不動産学（柳沢慎吾）
- 2006年11月9日 中間テスト（総集編）
- 2006年11月23日 グラビア学（インリン・オブ・ジョイトイ）
- 2006年11月30日 R&B学（所ジョージ）
- 2006年12月7日 文化人類学（所ジョージ）
- 2006年12月14日 名古屋学（森下千里）
- 2006年12月21日 期末テスト（総集編）

（2006年12月28日 休止）
（2007年1月4日 休止）
- 2007年1月11日 けん玉学、暴走族学、エアギター学（ハリセンボン、バッドボーイズ、ダイノジ）
- 2007年1月18日 浄瑠璃学（いとうせいこう）
- 2007年1月25日 セクシー学（及川奈央）
- 2007年2月1日 旅客機学（竹山隆範）
- 2007年2月8日 博多学（博多華丸・大吉）
- 2007年2月15日 体の不思議学（松嶋初音）
- 2007年2月22日 カークン流健康学（諸星和己）
- 2007年3月1日 吉本若手芸人学（千原ジュニア、紹介された芸人:くまだまさし、大西ライオン、ノスタルジック）
- 2007年3月8日 タイ学（ワッキー）
- 2007年3月15日 マジック学、休み時間学、英会話学（菅澤美月、橋本甜歌、細山貴嶺）
- 2007年3月22日 鉄道学（豊岡真澄）
- 2007年3月29日 学年末テスト（総集編）

（2007年4月5日 休止）

### 個人授業II
（下は放送時の中川翔子のコスプレ衣裳の元ネタ）
- 2007年4月12日 プロレス学 （ケンドーコバヤシ）
- 2007年4月19日 ドラゴンボール学 （眞鍋かをり）
- 2007年4月26日 アリ学 （山口日記）
- 2007年5月3日 キューバ学 （SHEILA）
- 2007年5月10日 カンフー映画学 （品川祐）
- 2007年5月17日 都市伝説学 （セキルバーグ）
- 2007年5月24日 30歳のグラビア学 （ほしのあき）
- 2007年5月31日 野菜学 （東原亜希）
- 2007年6月7日 秋葉原観察学 （バナナマン、他）
- 2007年6月14日 有野的アイドル学 （有野晋哉）
- 2007年6月21日 下町学 （小出由華）
- 2007年6月28日 中間テスト （総集編）
- 2007年7月5日 コンビニ学 (大沢あかね)
- 2007年7月12日 松竹学 （ますだおかだ、タケウチパンダ、代走みつくに、T・K・O）
- 2007年7月19日 ニューハーフ学 （はるな愛、アンナ）
- 2007年7月26日 ブログ学  （ルー大柴＆中川翔子）
- 2007年8月2日 紅茶学 （アンガールズ）
- 2007年8月9日 京都不思議学 （坂下千里子）
- 2007年8月16日 徳井流エロス学 (チュートリアル）
- 2007年8月23日 変な生き物学 （ほっしゃん。）
- 2007年8月30日 エヴァンゲリオン学（加藤夏希）
- 2007年9月6日 滋賀学（和希沙也）
- 2007年9月13日 ヴィンテージ学（高橋ジョージ）
- 2007年9月20日 和田アキ子学（安東弘樹）
- 2007年9月27日 卒業テスト

- 涼宮ハルヒ （『涼宮ハルヒの憂鬱』）
- 孫悟空 （『ドラゴンボール』）
- 綾波レイ （『新世紀エヴァンゲリオン』）
- 朝比奈みくる （『涼宮ハルヒの憂鬱』）
- ブルース・リー （『死亡遊戯』）
- 猫娘 （『ゲゲゲの鬼太郎』）
- セーラージュピター （『美少女戦士セーラームーン』）
- 木之本桜猫耳＋エプロン姿 （『カードキャプターさくら』）
- 葦月伊織 （『I"s』）
- 松田聖子
- 天上ウテナ （『少女革命ウテナ』）
- メイド （番組オリジナル）
- 木之本桜＋チアガール姿 （『カードキャプターさくら』）
- 緋村剣心 （『るろうに剣心』）
- ミルキーナース （コスパオリジナルブランド フェイスミックス）
-
- シャーリー・メディスン （『シャーリー』）
-沖田総司（新選組）
-春麗（『ストリートファイター』）

## 主題歌
- オープニングテーマ

2007年8月2日～9月27日 「39」 （ミトカツユキ）
- エンディングテーマ

2007年7月5日～9月27日 「ゴールデンタイム」 （和田アキ子）
- 過去の主題歌

OP： 2006年10月5日～12月21日 「Go! MY HEAVEN」(岸本早未)
ED： 2006年10月5日～12月21日 「情熱の薔薇」(和田アキ子)
OP： 2007年1月11日～3月29日 「二子玉」(前川紘毅)
ED： 2007年1月11日～3月29日 「雨あがりの夜空に」(和田アキ子)
OP： 2007年4月12日～5月31日 「おはよう JAPAN」 (RYO the SKYWALKER & トータス松本)
EP： 2007年4月12日～6月28日 「なでしこ」 (オオゼキタク)
OP： 2007年6月7日～7月26日 「1+1=2」 (Zwei)

## 放送局
| 放送対象地域 | 放送局                    | 系列    | 放送曜日及び放送時間              | 放送日の遅れ |
| ------------ | ------------------------- | ------- | --------------------------------- | ------------ |
| 関東広域圏   | 東京放送（TBS）【制作局】 | TBS系列 | 木曜 0時55分～1時25分（水曜深夜） | －           |
| 宮城県       | 東北放送（TBC）           | TBS系列 | 金曜 0時25分～0時55分（木曜深夜） | 8日遅れ      |
| 岩手県       | IBC岩手放送（IBC）        | TBS系列 | 火曜 0時25分～0時55分（月曜深夜） | 19日遅れ     |
| 中京広域圏   | 中部日本放送（CBC）       | TBS系列 | 木曜 0時25分～0時55分（水曜深夜） | 21日遅れ     |
| 福岡県       | RKB毎日放送（RKB）        | TBS系列 | 金曜 0時25分～0時55分（木曜深夜） | 22日遅れ     |

- 過去に琉球放送でも放送されていたが、2007年6月29日（28日深夜）で打ち切られた。
- 2007年1月8日深夜に山陽放送で1回だけ放送された（翌週には別の新番組が始まるためいわゆる調整のための臨時ネットと思われる。その後は不定期放送）。
- 2007年10月1日～3日深夜に大分放送で放送された(TBSでオビラジRの放送が無かったための穴埋めとして)